# Nok-Kultur

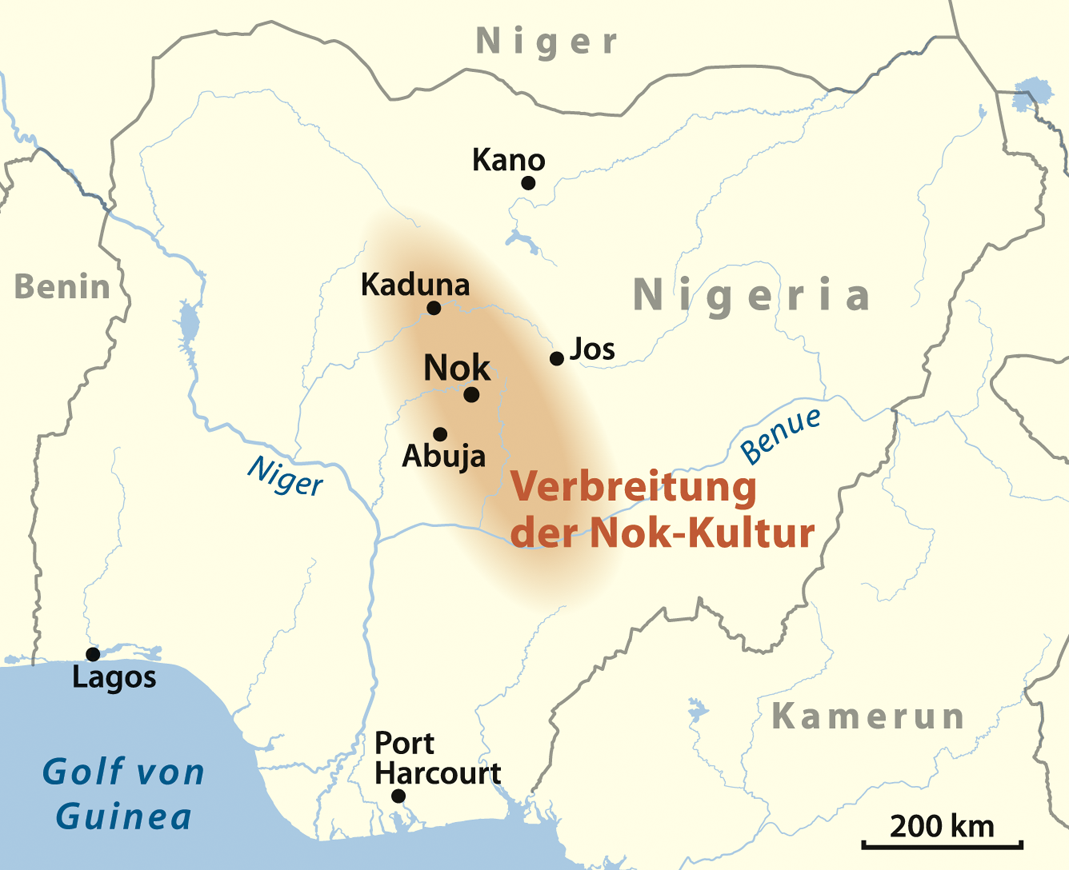
Verbreitung der Nok-Kultur

Die archäologische Nok-Kultur in Zentral-Nigeria ist vor allem bekannt durch ihre eindrucksvollen Terrakotten, die für Tausende von Euro auf dem internationalen Kunstmarkt gehandelt werden. Thermolumineszenzdatierungen der Terrakotten sowie die wenigen C14-datierten Fundstellen bestätigen das Alter mit Datierungen zwischen 500 v. Chr. und 200 n. Chr. Die Nok-Figuren gehören somit zur ältesten Figuralkunst im subsaharischen Afrika.

## Kultur

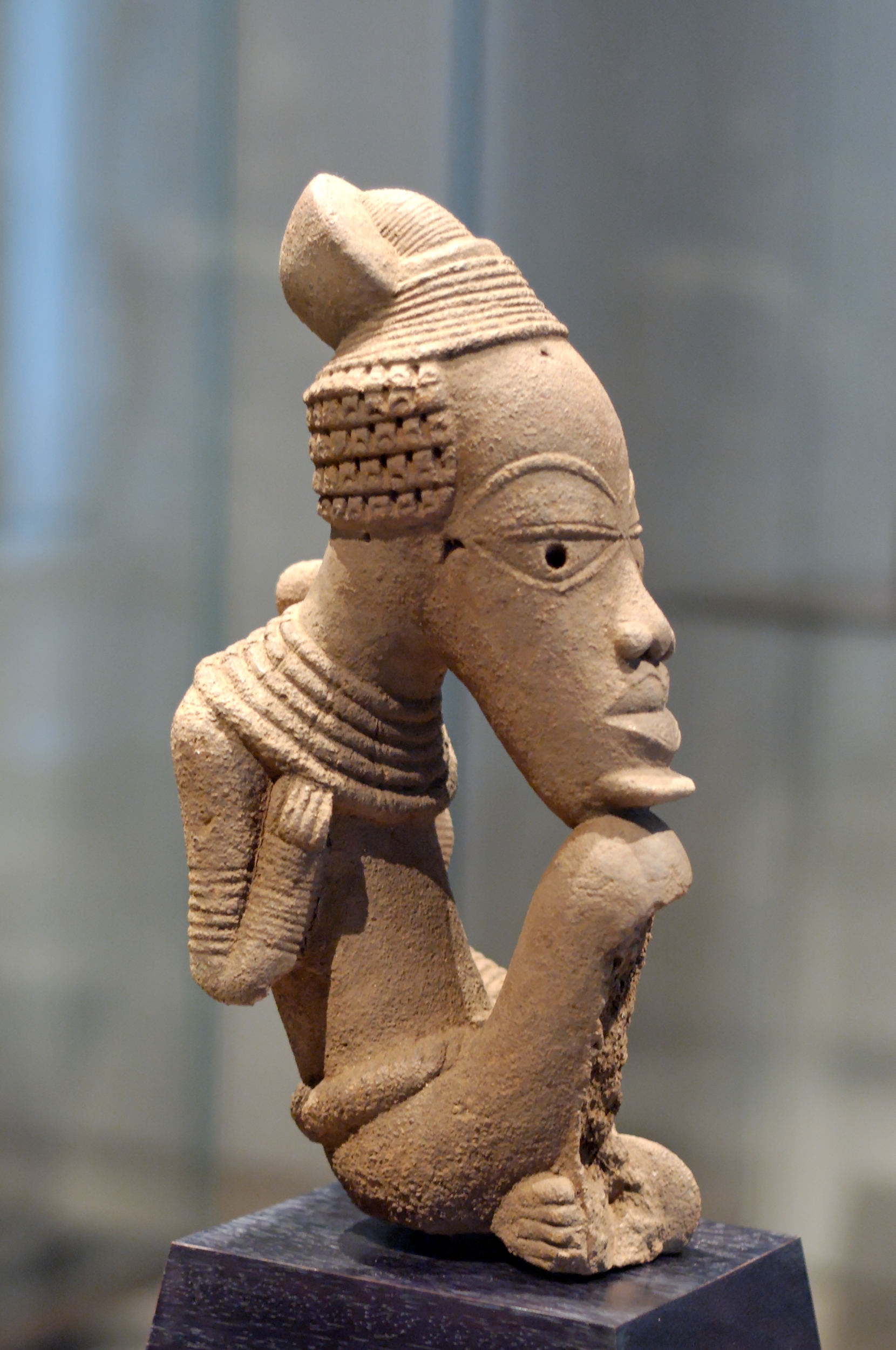
Terrakottafigur der Nok-Kultur im heutigen Nigeria (Paris, Louvre)

Ursprünglich wurde die Epoche der Nok-Kultur auf 500 v. Chr. bis 200 n. Chr. geschätzt. Neuen Erkenntnissen zufolge soll sie sich jedoch bereits zwischen 1500 v. Chr. und 900 v. Chr. entwickelt haben. Anschließend erlebte sie ihre Blütezeit, aus der der Großteil bekannten Terrakotten stammt. Um die Zeitenwende fand diese Hochphase aus bislang ungeklärten Gründen ein abruptes Ende.
Lange Zeit war es aufgrund mangelnder Erkenntnisse über die Wirtschafts- und Siedlungsweise der prähistorischen Bevölkerung umstritten, von Nok als einer Kultur zu sprechen. Zu den Fundumständen der meisten Nok-Figuren fehlt jegliche Dokumentation, in der Regel ist auch der Fundort unbekannt. Oft sind sie beim Zinnabbau oder durch gezielte Raubgrabungen gefunden und auf Umwegen außer Landes geschafft worden. Siedlungsreste sind kaum bekannt oder nicht publiziert.
Kennzeichnend für die stilisierten Tier- und Menschendarstellungen sind die elliptischen bis dreieckigen Augen, deren Pupille durch eine Vertiefung angedeutet ist. Individuelle Merkmale wie Bärte, Schmuck und extravagante Frisuren oder Kopfbedeckungen betonen die kunstvolle Ausführung der ausdrucksstarken Figuren. Die raue und körnige Oberfläche ist auf Erosion zurückzuführen. Der ehemals glatte Engobe-Überzug ist verwittert. Die Figuren sind hohl, in Aufbautechnik hergestellt und extrem grob mit Granitgrus gemagert. Die Terrakotten sind beinahe ausnahmslos zerbrochen, wobei die Fragmente nicht aneinander passen.
Abgesehen von jenen Skulpturen wurden auch Geschirr, Steinbeile sowie Verhüttungsöfen für die Produktion von Eisen entdeckt. Theorien zufolge könnte es sich um die älteste Eisenproduktion der Menschheit handeln.

## Forschungsgeschichte
Die Bezeichnung „Nok“ geht auf den ersten Fund im frühen 20. Jahrhundert, 1928, beim Zinn-Abbau in der Nähe der Ortschaft Nok im heutigen Bundesstaat Kaduna zurück. Die Fundstellen erstrecken sich über eine Fläche von etwa 500 × 170 km im Südwesten des Jos-Plateaus in Zentral-Nigeria. Die Ortschaften Katsina und Sokoto liegen an den nordwestlichen Grenzen des bisher bekannten Verbreitungsgebiets. Auch dort werden in jüngerer Zeit Terrakotten gefunden. Obwohl einige von ihnen ebenfalls mit großer Kunstfertigkeit hergestellt sind sowie Merkmale der klassischen Nok-Terrakotten aufweisen, fehlen bislang Datierungen, und der Zusammenhang zu Nok bleibt unklar. Wie bei Nok ist von vielen Figuren der Fundort unbekannt oder lässt sich nur auf eine Region einschränken. Da somit der Kontext der meisten Funde nicht bekannt ist, sind alle Vermutungen bezüglich deren Funktion in höchstem Maße spekulativ.
Dem britischen Archäologen Bernard Fagg sind die ersten und fast die einzigen archäologischen Untersuchungen zu verdanken, die im Zusammenhang mit Nok stattfanden. Die Entdeckung (1944) hat skurrile Züge, denn eine der ersten bekannt gewordenen Nok-Terrakotten diente als Vogelscheuche. In dieser Funktion wurde der Kopf entdeckt und Fagg zugetragen, der das archäologische Potential des Fundes sofort erfasste. Mit den ersten Veröffentlichungen stieg allerdings auch der Marktwert der Nok-Figuren und machte die Terrakotten zu einem begehrten Handelsgut auf den internationalen Kunstmärkten. Die Zerstörung und Plünderung archäologischer Stätten droht Untersuchungen, zum Beispiel zur Funktion der Terrakotten und der Wirtschaftsweise der Nok-Leute, unmöglich zu machen.

## Aktuelle Forschungen zur Nok-Kultur
2001 entdeckte Gert Chesi in Nigeria einige bedeutende Skulpturen der Nok und erwarb sie für das Museum der Völker in Schwaz. Seit 2005 ist die Erforschung der Nok-Kultur Bestandteil der seit 2003 von der DFG geförderten Forschergruppe „Ökologischer Wandel und kulturelle Umbrüche in West- und Zentralafrika“ an der Goethe-Universität in Frankfurt/Main. 2006 konzipieren Gerhard Merzeder und Gert Chesi den ersten umfassenden Bildband über die Nok-Kultur.
Seit Anfang 2009 beschäftigt sich ein von der DFG gefördertes Langfristvorhaben, „The Nigerian Nok Culture: Development of complex societies in sub-saharan Africa“, ausschließlich mit der Nok-Kultur; die Laufzeit ist derzeit bis 2020 befristet. Intensive Prospektionen und Ausgrabungen haben erste interessante Einblicke in Wirtschaftsweise und Ritualpraktiken gegeben. Einen guten Überblick über den aktuellen Forschungsstand gibt der illustrierte Ausstellungskatalog Nok – Ein Ursprung afrikanischer Skulptur von Peter Breunig (Hrsg.), Africa Magna Verlag, 2013. Die gleichnamige Ausstellung wurde am 30. Oktober 2013 im Liebieghaus Skulpturensammlung, Frankfurt Main, eröffnet und zeigte die Tonplastiken erstmals in ihrem kulturellen Kontext.